# Kuszagi
Kuszagi (ros. Кушаги) – wieś (sieło) w Rosji, w obwodzie nowosybirskim, w rejonie ust-tarckim. W 2010 liczyła 437 mieszkańców.